# Deirdre Bair
Deirdre Bair (Pittsburgh, 21 de junio de 1935-New Haven, Connecticut, 17 de abril de 2020) fue una escritora y biógrafa estadounidense.

## Desarrollo profesional
Recibió el National Book Award por Samuel Beckett: A Biography (1978). Sus biografías de Simone de Beauvoir y C. G. Jung fueron finalistas del Los Angeles Times Book Prize. Sus biografías de Anaïs Nin y Simone de Beauvoir fueron elegidas por The New York Times como “los mejores libros del año”, y su biografía de Jung ganó el Gradiva Award del National Association for the Advancement of Psychoanalysis. Calling It Quits, examina el divorcio tardío y la experiencia de empezar de nuevo, siendo presentada en The Early Show de la CBS, The Today Show de la NBC, Brian Lehrer radio show y en CBC Canadá. Publicó una biografía del dibujante y artista neoyorquino Saul Steinberg en 2012 y una biografía del mafioso de Chicago Al Capone en 2016, utilizando fuentes nunca reveladas de su familia. Su última obra fue Parisian Lives. Samuel Beckett, Simone de Beauvoir, and Me: A Memoir, finalista del premio Pulitzer y mejor libro de 2019 de Publishers Weekly. En ella exploró sus quince años en París con Samuel Beckett y Simone de Beauvoir, pintando nuevos retratos íntimos de dos gigantes literarios y revelando secretos del arte biográfico.
Recibió becas de (entre otros) la John Simon Guggenheim Memorial Foundation, la Rockefeller Foundation y del Radcliffe Institute for Advanced Study (entonces llamado el Bunting Institute). Fue una periodista literaria que escribió frecuentemente sobre viajes, asuntos feministas y vida cultural. Exprofesora de literatura comparada, escribió y dio conferencias internacionalmente. Dividió su tiempo principalmente entre Nueva York y Connecticut.
Falleció el 17 de abril de 2020 a los 84 años en su casa de New Haven, Connecticut, debido a una insuficiencia cardíaca.

## Obra
- Samuel Beckett: A Biography. Simon and Schuster. 1990. ISBN 978-0-671-69173-8.
- Anais Nin. Bloomsbury. 1996. ISBN 978-0-7475-2542-4.
- Simone de Beauvoir: A Biography. Random House. 1990. ISBN 978-0-09-943347-7.
- Calling it Quits: Late-life Divorce and Starting Over. Random House. 2007. ISBN 978-1-4000-6448-9.
- Jung: A Biography. Paw Prints. 2008. ISBN 978-1-4352-9126-3.
- Saul Steinberg: A Biography. Knopf Doubleday Publishing Group. 2012. ISBN 978-0-385-53498-7.
- Al Capone: His Life, Legacy, and Legend. Knopf Doubleday Publishing Group. 2016. ISBN 978-0-385-53716-2.
- Parisian Lives. Samuel Beckett, Simone de Beauvoir, and Me: A Memoir. Knopf Doubleday Publishing Group. 2019. ISBN 978-0-385-54246-3.

## Edición en castellano
- Bair, Deirdre (2018). Al Capone. Su vida, su legado y su leyenda. Traducción Antonio-Prometeo Moya Valle. Biblioteca de la memoria. Editorial Anagrama. ISBN 978-84-339-3970-8.